# Al-Mahdi li-Din Allah Ahmad ibn Yahya ibn al-Murtada
Al-Mahdí li-din-Al·lah Àhmad ibn Yahya ibn al-Murtada ibn Àhmad ibn al-Murtada ibn al-Mufàddal ibn Mansur ibn al-Mufàddal ibn al-Hajjaj ibn Alí ibn Yahya ibn Yahya ibn al-Qàssim ibn Yússuf ad-Daí ibn Yahya ibn al-Mansur ibn Àhmad al-Nàssir o, més senzillament, Al-Mahdí li-din-Al·lah Àhmad ibn Yahya ibn al-Murtada fou un imam zaidita del Iemen del 1391 al 1392. Era descendent d'Àhmad an-Nàssir, el segon successor d'Al-Hadi ilà-l-Haqq Yahya, fundador de l'imamat zaidita. És notable més per les seves obres de dret i teologia que pels fets del seu curt imamat, pel qual a més no tenia les condicions administratives i militars que calien.
El 1391 va morir l'imam al-Nasir Salah al-Din a causa d'una caiguda de la seva mula i el casi Abd Allah ibn al-Hasan al-Dawwari va assolir el govern amb una junta de notables en nom dels seus fills menors. Però els ulemes zaidites es van congregar a una mesquita de Sanaa (la mesquita de Djamal al-Din) i van designar imam a al-Mahdi li-Din Allah Ahmad ibn Yahya ibn al-Murtada. Quan això es va saber, el cadi va fer proclamar imam a Ali ibn Abd Allah ibn al-Hasan, el fill gran de l'imam difunt, i va marxar amb la seva gent a assetjar a Ahmad que s'havia refugiat a Bayt Baws. Durant uns mesos el 1391 i el 1392 els dos pretendents es van disputar el poder. Ahmad fou capturat a Mabar, al sud de Sanaa, per les forces d'Ali i fou empresonat durant 7 anys, fins al 1399. Llavors, amb la complicitat dels seus guardians, es va poder escapar. Va viure fins al 1437 i va morir de pesta prop d'Hadjdja. El mateix any moria també de pesta a Sanaa el seu rival Ali.
Va deixar algunes obres de teologia (al-Bahr al-zakhkhar) i de dret (al-Azhar fi fikh al-a'imma al-athar). Els manuscrits són a Berlín.